# 儲珊
儲珊（1462年—？），字朝珎，號潁濱，直隶凤阳府潁州人，民籍，明朝政治人物。

## 生平
應天府鄉試第九十八名舉人。弘治十二年（1499年）中式己未科會試第一百四十名，三甲第六十一名進士。授清江县知县，調補新乡县，正德二年（1507年）四月选授河南道试監察御史，三年与给事中白思诚盘查辽东仓库，十一月以查盘允当，各升俸一级。当时刘瑾用事，权倾中外，思诚、儲珊承望风旨，以参别官之过当升级，士论鄙之。四年巡按山东，因报告按察司经历温佩政迹卓著，为吏部尚书张彩所驳，因劾儲珊及布政使车玺等勘报不实，五年六月降儲珊为岢岚州判官。後歷升南京兵部主事，六年二月升浙江按察司佥事，八年与嘉兴同知伍文定围剿姚源贼寇，九年正月考察以不及降調。三月以讨贼有功，赐彩币银两。
曾校刊《颍州志》。

## 家族
曾祖儲原善；祖儲義；父儲斌，遇例冠带。母朱氏。严侍下。